# رود بیکین
رود بیکین (روسی: Бики́н) یک رودخانه در سرزمین پریمورسکی کشور روسیه است.